# 鳥取のたのも崩れ
鳥取のたのも崩れ（とっとりのたのもくずれ）は、天正元年8月1日（1573年8月28日）に山中幸盛ら率いる尼子再興軍と、毛利方の国人・武田高信が率いる軍との間に起こった戦いである。戦いのあった場所が鳥取（因幡国邑美郡鳥取郷。）であり、戦いのあった日が旧暦の8月1日（八朔）であったことから、鳥取のたのも崩れ（鳥取の田の実崩れ）と呼ばれる。

## 合戦までの経緯
元亀3年3月から4月（1572年2月から3月）、出雲国における尼子家再興活動（第一回尼子家再興）に失敗した山中幸盛は、毛利軍に捕らわれ尾高城に幽閉されるも脱出する。そして、再び尼子家の再興を図るため但馬の地に潜伏し、尼子旧臣らを招集して出雲の地への進攻をうかがっていた。
天正元年（1573年）初頭、幸盛ら尼子再興軍は、但馬国から因幡国へ攻め込み桐山城を奪取すると、ここを拠点として各地で転戦しつつ勝利を収め勢力を拡大する。幸盛ら尼子再興軍は、この因幡の地を足がかりとして西進し、出雲国を目指したものと思われる。
このとき、因幡国の実質的な支配者は鳥取城の城主・武田高信であった。高信は永禄6年（1563年）に当時の因幡の領主・山名豊数と争い勝利をおさめると、毛利氏と連携を取りつつ因幡の地で勢力を拡大してきた人物である。
高信は、幸盛ら尼子再興軍が勢力を西へ伸ばし、鳥取城にほど近い甑山城（こしきやまじょう）に拠点を移したことを知ると、尼子再興軍の討伐を決定する。同年8月1日（1573年8月28日）、高信は、鳥取城から兵500騎あまりを率いて尼子再興軍の居城・甑山城へ進軍する。

## 鳥取のたのも崩れ
高信軍の進攻に対し、幸盛ら尼子再興軍は甑山城へ籠城する作戦を採る。一方の高信軍は、この城に籠もる尼子再興軍に対し、比較的防御の薄い城の西方より攻め上り、力攻めによる城の攻略を行った。
城攻めを開始した高信軍であったが、堀近くまで上ったところで高信軍を待ち構えていた尼子再興軍に、弓矢・鉄砲・大石による一斉攻撃を受ける。
この攻撃により高信軍は総崩れとなり、 このまま戦いを続けるのは難しいと判断した高信は、城攻めを中止し兵の撤退を開始する。
ところが、城下には秋里左馬充の軍が在陣し、高信軍は撤退することができない状態となっていた。左馬充は、戦いの前から幸盛に高信軍の退路を塞ぐよう指示を受けていたのである。
高信軍はこの秋里軍と交戦するも、150騎から160騎を城内から引き連れた幸盛の兵により背後を強襲される。これにより高信軍は幸盛と秋里の兵により挟撃され、甚大な被害を出して鳥取城へと敗走することとなった。

## 合戦後の影響
この戦いによる高信軍の被害は、甑山城から鳥取城までの1里にわたって死体が道にあふれ、足の踏み場がなくなるほどであったという。そのため高信は、以後、その勢力を大きく減衰させることとなる。
一方の幸盛ら尼子再興軍は、因幡の実質的な領主である高信に勝利したことにより、この地での威勢を高め、勢力を大きく拡大させていくこととなる。
そして同年9月下旬には、幸盛ら尼子再興軍は、高信の居城・鳥取城を攻略する（尼子再興軍による鳥取城の戦い）。尼子再興軍は東因幡の一帯を支配し、この因幡の地を、尼子家を再興するための足掛かりの地とすることに成功させるのである。